# Nobregaea
Nobregaea là một chi rêu trong họ Brachytheciaceae.